# District de Chikkaballapur
Le district de Chikkaballapur est un district de l'état du Karnataka, en Inde,

## Géographie
Au recensement de 2001, sa population compte 1 149 007 habitants.
Son chef-lieu est la ville de Chikkaballapur. 